# Kfz-Kennzeichen (Usbekistan)

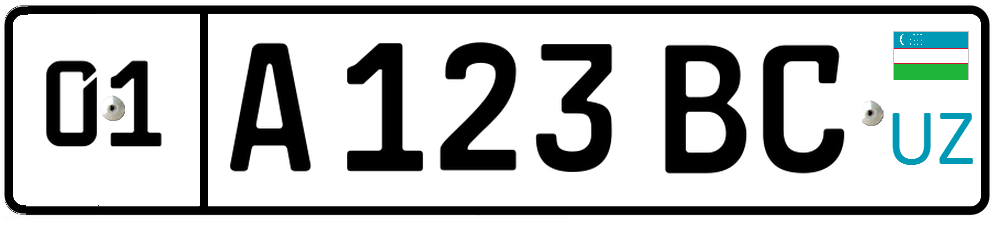
Modell der aktuellen Kennzeichen

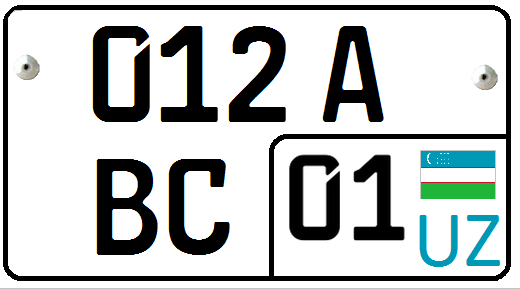
Zweizeiliges Behörden-Kennzeichen

Usbekische Kfz-Kennzeichen entsprechen dem europäischen Standardmaß (520 × 110 mm) und besitzen schwarze Schrift auf weißem Hintergrund. Das aktuelle Kennzeichensystem wurde am 1. Oktober 2008 eingeführt.

## Aktuelles System

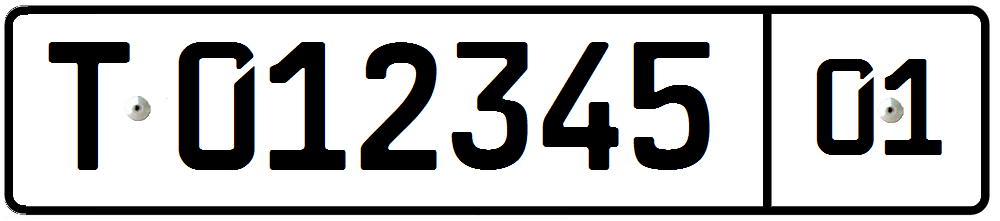
Temporäres Kennzeichen

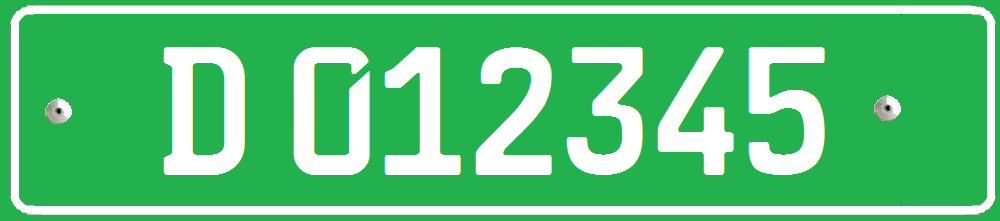
Diplomatenkennzeichen

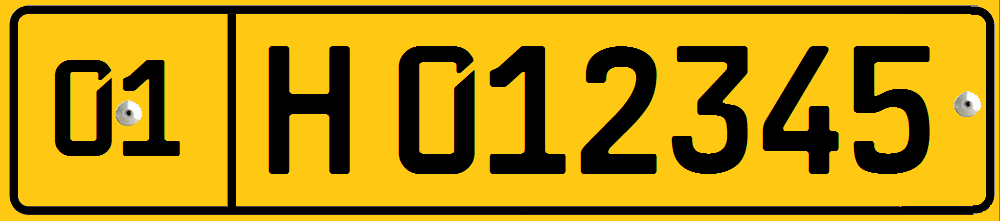
Kennzeichen für Ausländer

Die derzeitigen Nummernschilder zeigen am rechten Rand die usbekische Nationalflagge und das Nationalitätszeichen UZ. Links ist in einem abgetrennten Feld eine zweistellige Zahl zu sehen, die die entsprechende Provinz angibt. Die eigentliche Kombination besteht bei Privatfahrzeugen aus einem Buchstaben, gefolgt von drei Ziffern und zwei weiteren Buchstaben. Behördliche Fahrzeuge zeigen drei Ziffern, denen drei Buchstaben folgen. Bei Anhängern besteht die Kombination aus vier Ziffern und zwei Buchstaben, bei Zweirädern aus drei Ziffern und zwei Lettern. Im Falle eines zweizeiligen Schildes befinden sich Flaggen und Landeskürzel meist in der unteren rechten Ecke. Im Rahmen der Systemumstellung ab dem 1. Oktober 2008 wurden neben der deutschen FE-Schrift auch neue Regionalcodes eingeführt.
2013 wurden die neuen Kennzeichen für Traktoren und fahrbare Arbeitsmaschinen eingeführt. Sie zeigen ein Traktoren-Piktogramm, drei Ziffern und zwei Buchstaben. Es folgen Regionscode und Länderkennung in der rechten unteren Ecke. Schilder für Traktoren-Anhänger besitzen abgeschrägte obere Ecken.
Temporäre Nummernschilder beginnen mit einem T, gefolgt von sechs Ziffern. Am rechten Rand erscheinen die Regionsziffern, Flagge und Landeskürzel fehlen. 
Diplomatenkennzeichen besitzen grünen Hintergrund. Sie zeigen ja nach Status des Halters die Buchstaben D, T oder X und sechs Ziffern, von denen die ersten drei das entsprechende Herkunftsland verschlüsseln. Leiter diplomatischer Missionen erhalten Schilder, die mit CMD beginnen. An Fahrzeuge ausländischer Unternehmen oder Joint Ventures werden ebenfalls grüne Schilder vergeben. Sie beginnen mit dem Regionsfeld, gefolgt von einem M und sechs Ziffern. Bei Nummernschildern für Ausländer ist der Hintergrund gelb. Sie beginnen ebenfalls mit dem Regionsfeld, zeigen dann den Buchstaben H und sechs Ziffern.

Die Farbgebung wurde im Wesentlichen aus dem alten System übernommen.

## Altes System

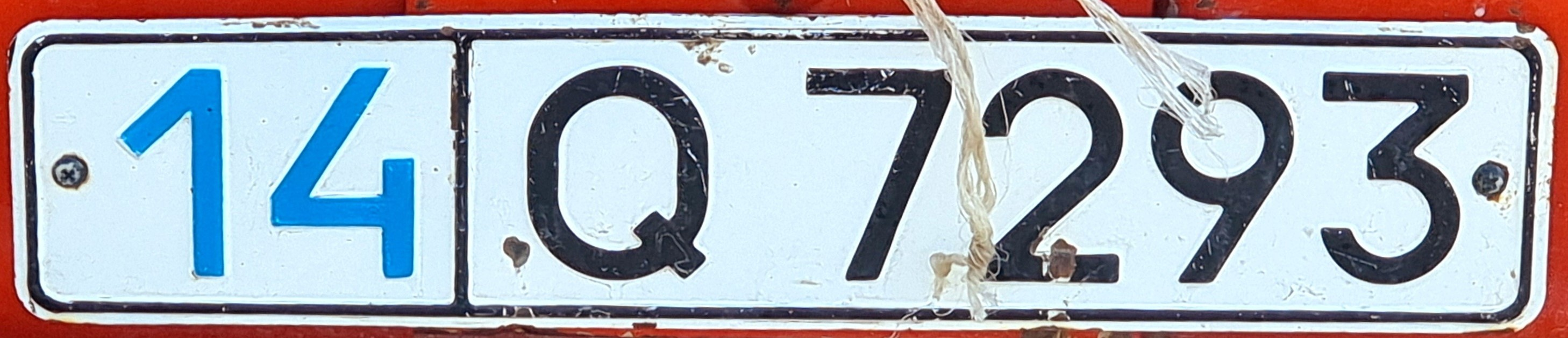
Kennzeichen von 1996 bis 2008

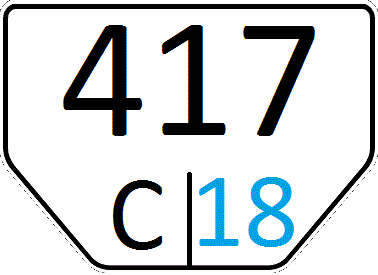
Anhängerkennzeichen von 1996 bis 2008

1996, fünf Jahre nach der Unabhängigkeit Usbekistans, wurde das erste usbekische Kennzeichensystem eingeführt. Die Kennzeichen begannen mit zwei hellblauen Gebietsziffern. Nach einem vertikalen Strich folgten ein Buchstabe sowie vier Ziffern. Behördliche Kennzeichen wiesen zwei Buchstaben und drei Ziffern auf. Bei zweizeiligen Schildern befanden sich die Regionsziffern in der rechten unteren Ecke. Kennzeichen für Anhänger besaßen drei Ziffern, einen Buchstaben sowie abgeschrägte untere Ecken. Diplomatenkennzeichen war grüner Untergrund vorbehalten. Sie begannen je nach Status mit den Buchstaben D (Diplomat), T (technisches Personal) oder CMD (Missionsleiter). In der Folge erschienen zwei durch einen Bindestrich getrennte Ziffernpaare. Ausländische Firmen und Joint Ventures erhielten blaue Kennzeichen mit gleichem Aufbau, denen ein M vorangestellt wurde. Ausländer erhielten gelbe Nummernschilder, die zunächst die hellblaue Regionsnummer vor dem Buchstaben H und vier Ziffern zeigten. Kennzeichen der Streitkräfte wiesen weiße Schrift auf schwarzem Grund auf.

Die Kennzeichen mussten bis 1. Januar 2011 gegen neue umgetauscht werden.

## Usbekische SSR

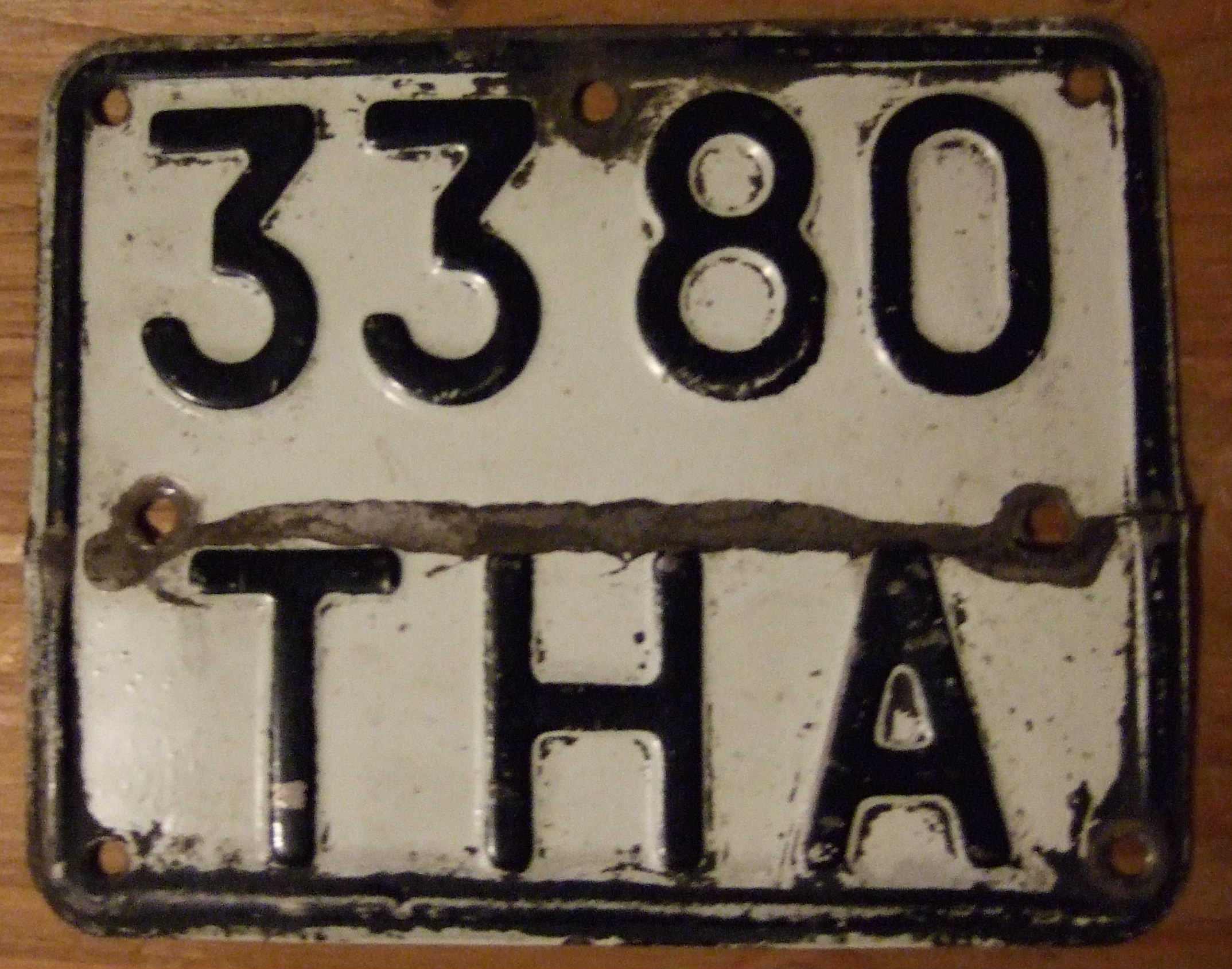
Zweizeiliges Kennzeichen der Usbekischen SSR

Vor der Unabhängigkeit 1991 verwendete die Usbekische SSR als Teil der Sowjetunion sowjetische Kennzeichen. Jeder Provinz war ein Kürzel aus zwei kyrillischen Buchstaben zugeordnet.

## Regionalcodes
| 2008    | 1996   | UdSSR  | Provinz (deutsche Bezeichnung)                    |
| ------- | ------ | ------ | ------------------------------------------------- |
| 01 – 09 | 10, 30 | ТН, ТЯ | Stadt Toshkent (Stadt Taschkent)                  |
| 10 – 19 | 11     | ТШ     | Toshkent (Verwaltungsgebiet Taschkent)            |
| 20 – 24 | 12     | СИ     | Sirdaryo (Verwaltungsgebiet Syr-Darja)            |
| 25 – 29 | 13     | ДД     | Jizzax (Verwaltungsgebiet Dschizak)               |
| 30 – 39 | 14     | СН     | Samarqand (Verwaltungsgebiet Samarkand)           |
| 40 – 49 | 15     | ФЕ     | Fargʻona (Verwaltungsgebiet Fergana)              |
| 50 – 59 | 16     | НА     | Namangan (Verwaltungsgebiet Namangan)             |
| 60 – 69 | 17     | АН     | Andijon (Verwaltungsgebiet Andischan)             |
| 70 – 74 | 18     | КФ     | Qashqadaryo (Verwaltungsgebiet Kaschka-Darja)     |
| 75 – 79 | 19     | СД     | Surxondaryo (Verwaltungsgebiet Surchan-Darja)     |
| 80 – 84 | 20     | БХ     | Buxoro (Verwaltungsgebiet Buchara)                |
| 85 – 89 | 21     | НВ     | Navoiy (Verwaltungsgebiet Nawoi)                  |
| 90 – 94 | 22     | ХЗ     | Choresmien (Verwaltungsgebiet Chorezm)            |
| 95 – 99 | 23     | КП     | Republik Karakalpakstan (Republik Karakalpakstan) |